# 単系統群

鳥類を含めた広い意味の爬虫類（竜弓類、青い部分）は、単系統群と考えられている

単系統群（たんけいとうぐん, English:monophyletic）とは、生物の分類群のうち、単一の進化的系統からなり、しかもその系統に属する生物すべてを含むものをいう。すなわち1つの仮想的な共通祖先とその子孫すべてを合わせた群である。系統樹でいえば、1つの枝の全体に当たる。身近な例では、哺乳類全体、脊椎動物全体、種子植物全体などがこれであると考えられている。
単系統群内においては系統が分岐したときの共通祖先が持っていた形質が（二次的に失われた場合を除いて）共有されており、これを共有派生形質と呼ぶ。

## 概要
分類学は正しい近縁関係に基づく分類体系を求めることを目的とし、そのような分類体系のことを自然分類と呼んだ。進化論が出されて以後は、類縁関係とは進化における系統関係であるとの認識から、現代でいう単系統群こそ自然分類における正しい分類群であるという考えが次第に広まり、異なる複数の系統からなる多系統群は人為分類であるとして排除される傾向にある。
ただし分類学にはいくつかの考え方があり、必ずしも単系統群のみを認めるとは限らない。その中で厳密な単系統群以外は分類群として認めないという立場を分岐分類学という。
一方、進化分類学と呼ばれる立場では、系統と別に形質的類似も重視するため、1つの系統からその中の特定の系統だけが特に形質に顕著な違いを表すように進化した場合、その群を除いたすべて（側系統群）をも、分類群として認める場合がある。

## 見直し
かつて単系統群とされたものが、研究の進展によって多系統群であるとされた例も多く、その場合にはその分類群の分割を含む体系の見直しが行われる。特に、分岐分類学の進歩は、これまであえて言えば恣意的な形質の選択によって作られてきた系統樹をより機械的かつ厳格に作る方法を与え、また分子遺伝学がそれの裏付けとなるようになったため、いくつもの分類群において大きな見直しがなされている。